# Josef Pilz (Heimatforscher)
Josef Franz Wilhelm Pilz (* 3. Dezember 1870 in Komotau, Bezirk Komotau; † 5. August 1941 in Neudek, Landkreis Neudek) war ein böhmischer Fachlehrer, Bürgerschuldirektor, Archivar, Heimatforscher und Ehrenbürger der Stadt Neudek.

## Leben
Josef Pilz kam in Komotau als Sohn des Drechslers Josef Pilz und dessen Ehefrau Maria Johanna geb. Mann zu Welt. Er studierte an der Lehreranstalt in Komotau und war 1889 bis 1900 als Lehrer in St. Joachimsthal und Neudek tätig. Ab 1900 war er Direktor an der Knabenbürgerschule von Neudek. Von 1911 bis 1941 stand er dem Stadtarchiv als Verwalter vor. Von 1909 an begann er an einem Buch mit dem Titel "Geschichte der Stadt Neudek" zu schreiben, das in einer ersten Version in Form eines Heftes 1909 und in einer zweiten erweiterten Auflage 1923 von der Stadtgemeinde herausgegeben wurde. Es war das erste umfassende Werk über die Geschichte der Stadt und Region. Als Mitglied in der Deutschen Sozialdemokratischen Arbeiterpartei kandidierte er 1931 für das Bürgermeisteramt und tagte im Stadtrat. Er wurde zum Ehrenbürger der Stadt ernannt.  

## Familie
Pilz heiratete am 27. August 1900 in Abertham Franziska Wilhelmine geb. Zenker.   

## Ehrungen
Zu seinen Ehren wurde am 11. Dezember 2010 in Neudek an seinem ehemaligen Wohnhaus eine Gedenktafel enthüllt.